# Ike & Tina Turner
Ike & Tina Turner var ett amerikanskt soul- och rockband bildat 1958 av Ike Turner och hans blivande hustru Tina Turner, född Anna Mae Bullock. 
Ike & Tina Turner hade några stora hits på 1960-talet, bland annat "A Fool in Love", "River Deep - Mountain High" och Creedence Clearwater Revival-covern "Proud Mary". I synnerhet blev de kända för sina energiska liveshower. Bandet splittrades då Ike och Tina skilde sig 1976. Ike hade då under en tid haft problem med droger och misshandlat och varit otrogen mot Tina. Händelserna har beskrivits av Tina i självbiografin I, Tina. Romanen filmades 1993 med Angela Basset i rollen som Tina Turner och filmen fick namnet What's Love Got To Do With It?. Laurence Fishburne gjorde rollen som Ike Turner. Ike har hävdat att händelserna i boken är överdrivna, även om han medgivit att han vid enstaka tillfällen slagit Tina.
Efter splittringen fortsatte båda två som soloartister. Tina fick de största framgångarna, med bland annat 8 vunna Grammyr och hitar som "What's Love Got to Do With It?" och "We Don't Need Another Hero". Ike vann 2006 en Grammy för bästa bluesskiva, året före sin bortgång i december 2007.
Ike & Tina Turner valdes 1991 in Rock and Roll Hall of Fame. Ike Turner avtjänade vid tillfället fängelsestraff för narkotikainnehav och Tina deltog därför i ceremonin ensam.

## Diskografi
Studioalbum

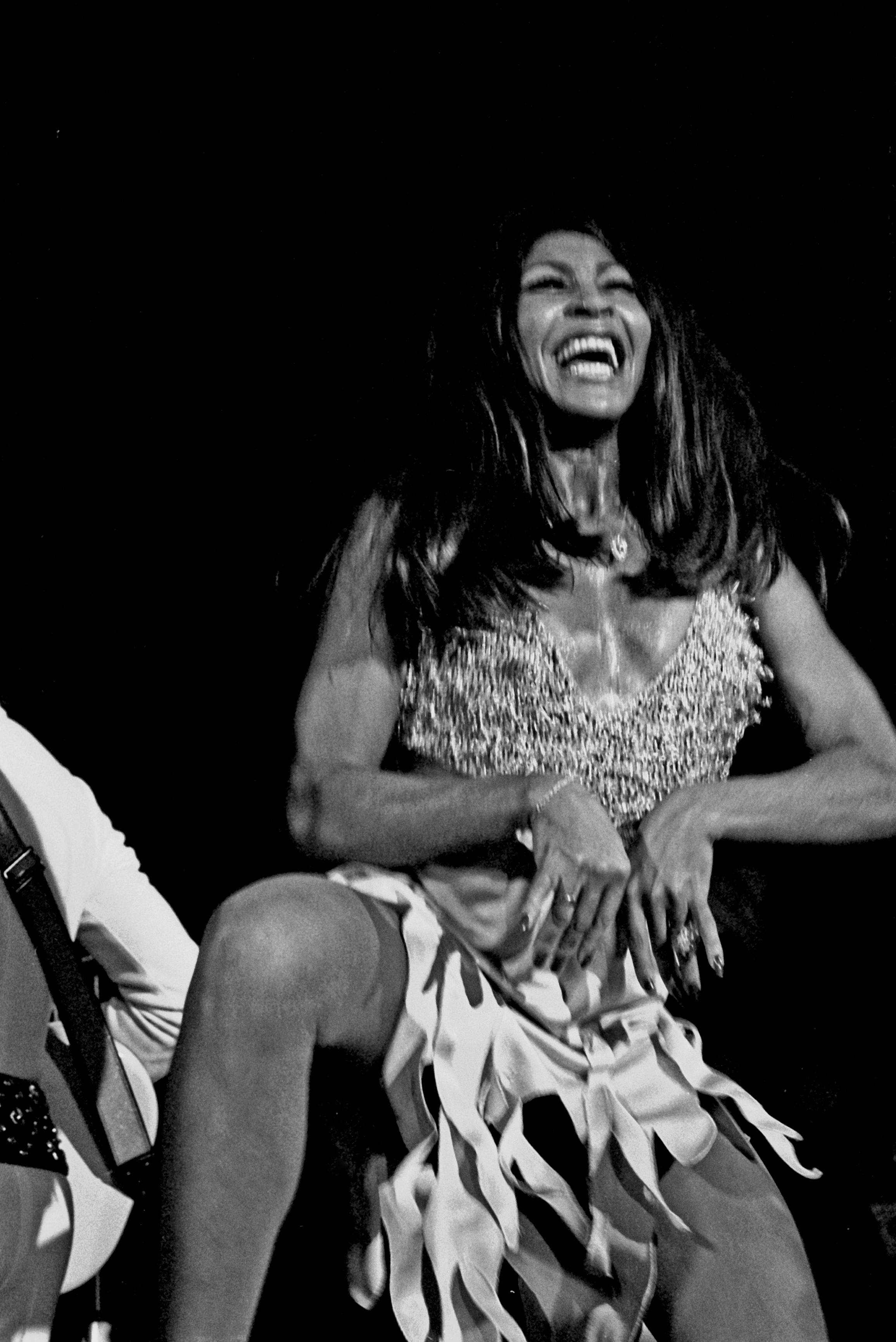
Tina Turner tillsammans med Ike i Musikhalle, Hamburg 1972.

- 1960 – The Soul of Ike and Tina Turner
- 1962 – Dance With Ike & Tina Turner & Their Kings of Rhythm Band
- 1963 – Don't Play Me Cheap
- 1963 – Dynamite
- 1963 – It's Gonna Work Out Fine
- 1963 – Please Please Please
- 1965 – Ooh Poo Pah Doo
- 1966 – River Deep - Mountain High
- 1966 – Ike & Tina Turner and the Raelettes
- 1969 – Outta Season
- 1969 – Ike & Tina Turner in Person
- 1969 – Fantastic
- 1969 – Get It Together
- 1969 – Her Man His Woman
- 1969 – The Hunter
- 1970 – Come Together
- 1971 – Workin' Together
- 1971 – 'Nuff Said
- 1971 – Something's Got a Hold on Me
- 1972 – Feel Good
- 1972 – Get It! Get It!
- 1973 – Let Me Touch Your Mind
- 1973 – Nutbush City Limits
- 1973 – The World of Ike and Tina Live
- 1974 – Strange Fruit
- 1974 – Sweet Rhode Island Red
- 1974 – Tina Turns the Country On
- 1974 – The Gospel According to Ike and Tina
- 1974 – The Great Album
- 1975 – Sixteen Great Performances
- 1977 – Delilah's Power

Livealbum
- 1964 – The Ike & Tina Turner Revue Live
- 1965 – Live! The Ike & Tina Turner Show
- 1965 – Festival of Live Performances
- 1965 – Ike & Tina Show 2
- 1966 – Live! The Ike & Tina Turner Show
- 1966 – Live! The Ike & Tina Turner Show, Vols. 1-2
- 1970 – On Stage
- 1971 – Live in Paris
- 1971 – What You Hear Is What You Get
- 1973 – Live! The World of Ike and Tina Turner